# 圧着
圧着（あっちゃく、英語: crimping）とは加圧によって接合する手法。金属や樹脂等を加圧することにより接合する。圧接とは異なり、必ずしも原子同士を融合させるとは限らない。接合には専用の圧着工具を用いる。

## 用途
圧着端子を使用して電線を接続する接続端子等に適用。

## 特徴
- 固相接合なので互いの金属が溶融する温度までは上昇せず、材料の変性が少ない。
- 同種の素材間で接合する場合には異種素材の混入を抑えられるのでリサイクルに有利。

## 種類

### 熱圧着
同種または異種の材料同士を融点以下まで熱し加圧することにより塑性変形を起こさせ、双方の表面の接触によって接合・接着させる。

### 超音波熱圧着
超音波振動の印加と加圧を併用して圧着する。

## 主な製造会社
- 日本圧着端子製造
- マーベル